# ناغاتا-كو
ناغاتا-كو (باليابانية: 長田区) هو حي في اليابان، يقع في كوبه، بلغ عدد سكانه 96,493 نسمة وذلك حسب إحصائيات سنة 2017، تبلغ مساحته 11.46 كيلومتر مربع.